# Górzna
Górzna [pronunciación en polaco: /ˈɡuʐna/] (en alemán: Gursen) es un pueblo ubicado en el distrito administrativo de Gmina Złotów, dentro del Distrito de Złotów, Voivodato de Gran Polonia, en del oeste de Polonia central. Se encuentra aproximadamente a 9 kilómetros al oeste de Złotów y a 110 kilómetros al norte de la capital regional Poznań.
Antes de 1772, el área fue parte del Reino de Polonia, luego hasta 1945 fue de Prusia y Alemania. Para más en su historia, véase Distrito de Złotów.
El pueblo tiene una población de 600 habitantes.

## Residentes notables
- Hans Gollnick (1892-1970), general.